# Шевель, Андрей Владимирович
Андрей Владимирович Шевель (род. 7 июля 1972[…], Калининград) — российский гребец. Мастер спорта России международного класса.
Первый тренер — В. Миньковский. Чемпион России в 1991–2003 годах. Представлял ШВСМ (Калининград) и Российскую Армию. Победитель Большой Московской регаты 2003 года. 
Участник 11 чемпионатов мира: 1995 (Финляндия), 1997 (Франция), 1998 (Германия), 1999 (Канада), 2001 (Швейцария), 2002 (Испания), 2003 (Италия), 2004 (Испания), 2005 (Япония), 2006 (Великобритания), 2008 (Австрия). 
Неоднократный участник этапов Кубка мира: 1997 — Германия, Швейцария; 1998 — Германия, Бельгия, Швейцария; 1999 — Бельгия, Швейцария; 2000 — Германия, Швейцария; 2001 — Испания; 2002 — Швейцария, Германия; 2003 — Швейцария; 2004 — Польша, Швейцария; 2005 — Великобритания, Швейцария; 2006 — Германия, Швейцария. На этом уровне завоевал серебро в 1999 году и бронзу в 1998 году в распашной четвёрке.
Выступал на чемпионате Европы 2010 года в Португалии. 
Входил в состав российской сборной на Олимпийских играх в Атланте (1996) и Сиднее (2000).